# Montboissier
Montboissier település Franciaországban, Eure-et-Loir megyében. Lakosainak száma 348 fő (2022. január 1.). Montboissier Vitray-en-Beauce községgel határos.

## Népesség
A település népességének változása:
| Lakosok száma | 335  | 311  | 277  | 291  | 329  | 327  | 322  | 330  | 332  | 348  |
|               | 1968 | 1982 | 1990 | 2006 | 2013 | 2015 | 2017 | 2019 | 2020 | 2022 |